# Euphorbia macra
Euphorbia macra là một loài thực vật có hoa trong họ Đại kích. Loài này được Hiern mô tả khoa học đầu tiên năm 1900.